# Cohors II Classica
Die Cohors II Classica [sagittariorum oder sagittaria] (deutsch 2. Kohorte der Flottenangehörigen [der Bogenschützen]) war eine römische Auxiliareinheit. Sie ist durch Militärdiplome und Inschriften belegt.

## Namensbestandteile
- Classica: der Flottenangehörigen. Die Soldaten der Kohorte wurden bei Aufstellung der Einheit aus Angehörigen der Flotte (lat. classis) rekrutiert.

- sagittariorum oder sagittaria: der Bogenschützen. Der Zusatz kommt in den Militärdiplomen von 153 bis 156/157 vor.

Da es keine Hinweise auf die Namenszusätze milliaria (1000 Mann) und equitata (teilberitten) gibt, ist davon auszugehen, dass es sich um eine reine Infanterie-Kohorte (Cohors peditata) handelt. Die Sollstärke der Einheit lag daher bei 480 Mann, bestehend aus 6 Centurien Infanterie mit jeweils 80 Mann.

## Geschichte
Die Kohorte war in der Provinz Syria stationiert. Sie ist auf Militärdiplomen für die Jahre 88 bis 156/157 n. Chr. aufgeführt.
Die Kohorte bestand bereits zur Zeit des Augustus; sie war zu einem unbestimmten Zeitpunkt vor dem Jahr 6 n. Chr. aufgestellt worden. Durch ein Diplom ist sie erstmals 88 in Syria nachgewiesen. In dem Diplom wird die Ala als Teil der Truppen (siehe Römische Streitkräfte in Syria) aufgeführt, die in der Provinz stationiert waren. Weitere Diplome, die auf 91 bis 156/157 datiert sind, belegen die Einheit in derselben Provinz.

## Standorte
Standorte der Kohorte sind nicht bekannt.

## Angehörige der Kohorte
Folgende Angehörige der Kohorte sind bekannt:

### Kommandeure
| - L(ucius) Flavius Novatus Victor Iunianus, ein Präfekt (CIL 9, 04855a) | - Q(uintus) Aemilius Secundus, ein Präfekt (CIL 3, 6687). Er war auch Präfekt der Cohors I Augusta. |

## Weitere Kohorten mit der BezeichnungCohors II Classica
Es gab noch eine weitere Kohorte mit dieser Bezeichnung, die Cohors II Aurelia Classica. Sie ist durch Militärdiplome von 142 bis 145 belegt und war in der Provinz Arabia stationiert.